# 森田亮
森田 亮（もりた りょう、1981年 - ）は、東京の映像監督、ドラマ監督、CMディレクター、ミュージックビデオ・ディレクター。

## 略歴
1981年　東京都羽村市生まれ。
2006年　早稲田大学政経学部卒業後、株式会社ロボット入社。 
2013年　ディレクターとしての活動を開始。
2017年　独立。

## 主な作品

### ドラマ
- 社内マリッジハニー（2020年）
- 覆面D（2022年）
- キス×kiss×キス 〜メルティングナイト〜（2022年）
- 今夜は…純烈（2024年）

### MV
- アンジュルム
  - 限りあるMoment[1]

- STU48
  - 思い出せる恋をしよう
  - 僕はこの海を眺めてる
  - ヘタレたちよ

- 大原ゆい子
  - ゼロセンチメートル[2]
- OCHA NORMA
  - ちはやぶる
  - 「女の愛想は武器じゃない」
- GLAY
  - 限界突破
- けやき坂46
  - 僕たちは付き合っている

- 篠崎愛
  - Floatin' Like The Moon

- Shine Fine Movement
  - 光クレッシェンド[3]

- Juice=Juice
  - 泣いていいよ[4]

- 純烈
  - 二人だけの秘密
- SONIC LOVER RECKLESS
  - PHOENIX

- Cheeky Parade
  - WE ARE THE GREATEST NINE9'
  - SKY GATE
  - CANDY POP GALAXY BOMB !!
  - チェケラ
  - 無限大少女∀
  - C.P.U !?
  - カラフルスターライト
  - M.O.N.S.T@R
  - BUN BUN NINE9'[5]
  - 僕らの歌[6]
  - JUMPER JUMPER[7]
  - ANSWER

- つばきファクトリー
  - 今夜だけ浮かれたかった[8]
  - I Need You ～夜空の観覧車～[9]
- 手越祐也
  - シナモン

- 虹のコンキスタドール
  - ぴくしぶおんど[10]

- ハロプロ・オールスターズ
  - YEAH YEAH YEAH[11]

- BEYOOOOONDS
  - フックの法則
  - あゝ君に転生

- Flower Notes
  - 恋花[12]
  - Let It Flow[13]

- B.O.L.T
  - axis[14]

- モーニング娘。'20
  - 純情エビデンス[15]
- モーニング娘。'22
  - 大・人生 Never Been Better![16]

- monogatari
  - Re:born[17]
  - もう一回君に好きと言えない[18]

### CM
- スクールIE「やる気スイッチ」
- タイミー TVCM
- ヤマト運輸 - 『アイドリッシュセブン×ヤマト運輸「ヤマトでつながる」』
- 亀田製菓 - 無限エビ・無限のり×七瀬陸（ＩＤＯＬｉＳＨ７）篇
- dTV「dTV、ヤバくない？」篇
- ふるさとチョイス - 『ふるさとチョイス理由[19]』篇
- 黒騎士と白の魔王 - 『教室』『食堂』『バス』[20]篇
- AKB48 アルカナの秘密 - 『役成立篇』『アイテムGET篇』『チェイン篇』『コール篇』
- マンシングウェア 2018FW TVCM
- でん六 - 『DEN ROCK YOU』篇
- でん六 - 『でん六酒場』篇
- Microsoft -『Teams』
- Square -『キャッシュレスをシンプルに』篇

### その他
- コンデラタロウ[21]（NHK WEBドラマ）
- 欅坂46 鈴本美愉  - 『鈴本ミユの秘密の告白』（欅坂46「二人セゾン」TypeB収録「鈴本美愉」の個人PV）
- 欅坂46 守屋茜  - 『パーフェクト寝起きドッキリ』（欅坂46「不協和音」TypeB収録「守屋茜」の個人PV）
- ムトウ踊るマハラジャ／ここがうどんの極楽浄土
- 大河ドラマ「いだてん」予告編
- テレビ朝日「未来への10カウント」タイトルバック